# Ballerus ballerus
L'abramide medio o zope (Ballerus ballerus (Linnaeus, 1758)) è un pesce osseo d'acqua dolce appartenente alla famiglia Cyprinidae.

## Distribuzione e habitat
Il suo areale va dal corso del fiume Elba verso est fino al Volga, comune nel Danubio e nei suoi affluenti, è presente nei tributari del Mar Baltico comprese Svezia e Finlandia meridionali. È stata introdotta nel bacino del Po, è segnalata in provincia di Modena e in provincia di Ferrara ma nulla si sa sulla sua attuale distribuzione a causa della facilità di confusione con l'abramide e la blicca.
È un tipico abitatore dei grandi fiumi di pianura nella zona dell'Abramis brama e dei laghi con acque ricche di nutrienti. Vive in acque lente o prive di corrente, fondo di fango e ricche di vegetazione acquatica. Tollera alte temperature dell'acqua, bassi tassi di ossigeno e anche un certo grado di salinità.

## Descrizione
È molto simile all'abramide comune. Il capo è di dimensioni ridotte rispetto al corpo, piuttosto compresso ai fianchi, il dorso è meno alto che nell'altra specie e il ventre è sporgente; nel complesso la sagoma è grossolanamente romboidale ma visibilmente più slanciata che nell'abramide. Il diametro dell'occhio è pari a circa 2/3 della lunghezza del muso. La bocca è di piccole dimensioni, con labbra carnose, inserita nella parte bassa del muso ma con l'apertura rivolta verso l'alto (nella breme è invece rivolta in basso). La bocca è fortemente protrattile e si allunga a tubo quando aperta. La dorsale è abbastanza breve con il bordo posteriore concavo ed è inserita leggermente più indietro delle pinne ventrali; l'anale è più lunga ancora che nell'abramide, con un lobo appuntito nella parte anteriore e un profilo concavo; la base di questa pinna è coperta dalla pelle del ventre. La pinna caudale è forcuta e il lobo inferiore è più lungo del superiore.
B. ballerus è molto simile anche all'abramide nano, non presente in Italia e in Europa occidentale, da cui si distingue per gli occhi e le scaglie più grandi e per la bocca molto piccola che è in posizione inferiore (in B. ballerus è rivolta verso l'alto).
La colorazione, generalmente più chiara che nella breme, è argentea e biancastra sul ventre; può avere riflessi blu. Le pinne sono grigistre, le pinne impari hanno spesso un bordo scuro e una lieve colorazione rossiccia.
La taglia massima raggiunge i 49 cm per 1,1 kg, la taglia media è sui 20 cm.

## Biologia

### Comportamento
È una specie gregaria che si riunisce in grandi banchi, spesso misti ad altri ciprinidi.

### Riproduzione
Avviene in marzo-giugno quando la temperatura supera i 10°C, vengono effettuate migrazioni riproduttive anche lunghe per raggiungere i letti di frega. Il periodo riproduttivo è breve e dura solo 1-2 settimane; le femmine depongono le uova in una sola volta. I maschi difedono un territorio dove avviene la deposizione. Ogni femmina depone fino a 25.000 uova. La maturità sessuale è raggiunta a 4 anni. 

### Alimentazione
Basata sullo zooplancton, piccoli invertebrati bentonici come molluschi, crostacei e larve di insetti e anche materiale vegetale.

## Pesca
Privo di interesse in Europa occidentale sia per la pesca sportiva che professionale a causa delle dimensioni ridotte, della mediocrità delle carni e della notevole liscosità. In Russia invece ha qualche importanza e viene pescato con le reti.

## Conservazione
È una specie abbondante e ben distribuita su un vasto areale. Esiste qualche limitata situazione locale in cui la specie si è rarefatta a causa delle modificazione degli alvei e delle bonifiche delle zone umide fluviali ma non risulta minacciata a livello globale. La Lista rossa IUCN la classifica "a rischio minimo".